# 赤銅

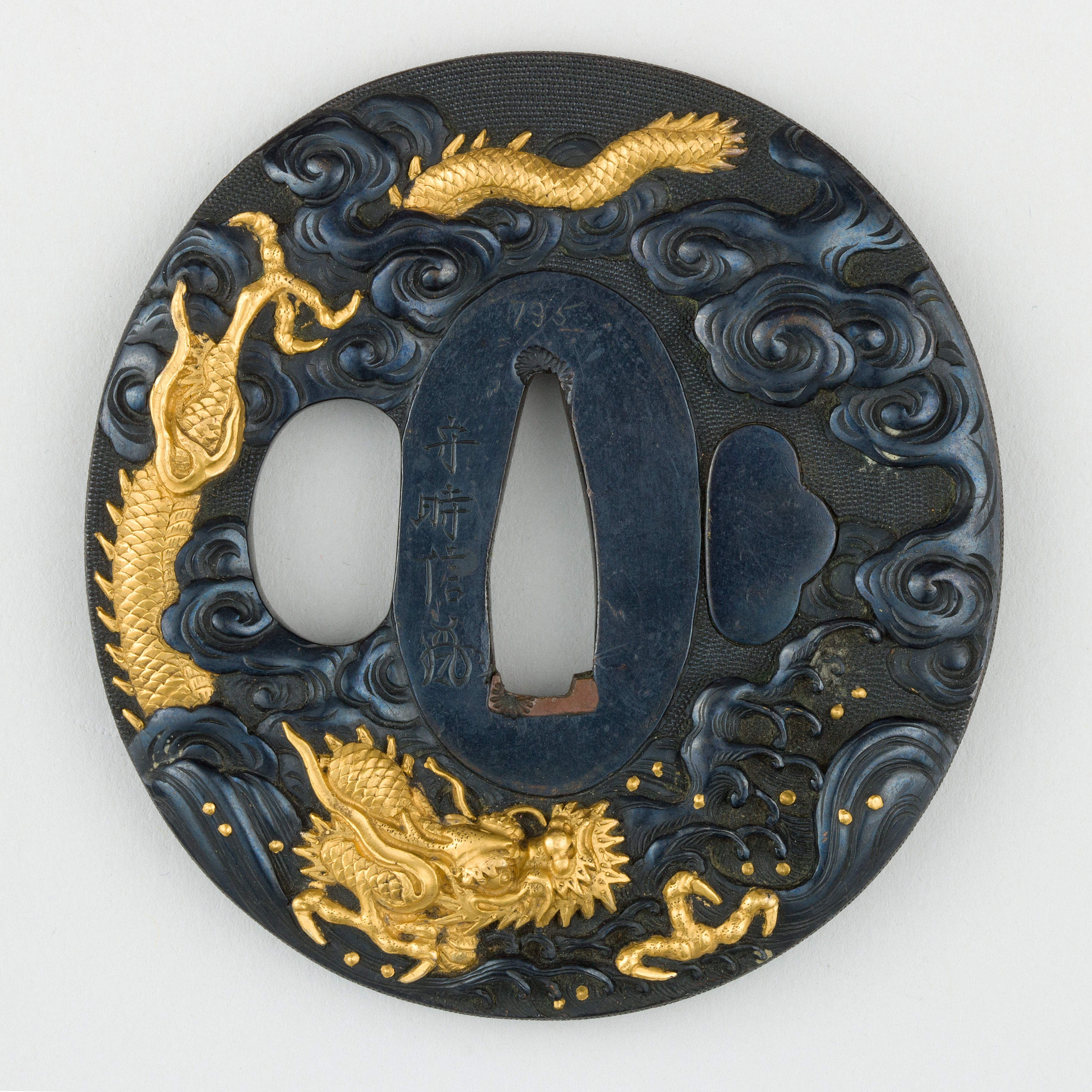
以金，銅以及赤銅製成的日本刀護手，大都會博物館蔵

赤銅（日语：しゃくどう），是一種銅合金，在純銅中加入3-5%的金煉製而成，在古代日本，常用於象嵌這種工藝手法，使用於日本刀的裝飾。經過表面處理，可以變成青紫色至黑色。
在古代中國，自然銅也被稱為赤銅。

## 概論
赤銅這種金屬加工手法，在日本最早出現於奈良時代。在古代中國及日本，都把赤銅當成是寶貴的金屬加工物。赤銅的製作技術最早起源於埃及，希臘與羅馬，經由歐亞草原傳入中國 。日本的赤銅技術由中國與朝鮮半島傳入。

## 中國
在明朝時，中國把開採出來的自然銅，經過簡單煉製之後的產物，稱為赤銅。赤銅可作為中藥使用。